# 2600 (雑誌)
季刊誌2600（きかんし2600 英語: 2600: The Hacker Quarterly）とは、アメリカ合衆国のハッカー雑誌である。発行は年に4号、技術情報や関連記事を掲載し、購読者が投稿した原稿が大半を占める。掲載する主題はハッキングのほか、固定電話回線の中継システムやインターネットのプロトコル、接続サービスなど分野に特化したものから始まり、全般的な「地下」情報を加えた。源流には固定電話を無料でかける技（フリーキング）にいどんだ人々や、20世紀後半のカウンターカルチャーに魅了された人々がおり、やがて時代とともにハッカー文化に軸を移した。同誌はプラットフォームに育ちデジタル監視の強化に反対したり、個人の自由とデジタルの自由を擁護するまでになった。

## 概要

### 名前の由来
"2600"という名前の由来は価格ではなく、AT&T社の長距離電話の中継網に接続する「音」の高さ（2600ヘルツ）である。「キャプテン･クランチ」というシリアルにプラスチック製の笛のおまけが付いており、それを吹いて出る音が偶然、長距離電話網に交換手が接続の問い合わせをする通信音と周波数が同じだと1972年に発見したのは、ジョン・T・ドレーパーと知人たちである。交換手モードに入ると、通常はアクセスできない電話交換システムの仕組みに触れることができた。
ハッカーを読者に想定した雑誌を始めるとき、共同創刊者のデイヴィッド・ラダーマン（David Ruderman）は、大学の同期で編集長のエリック・ゴードン・コールリーに「2600」という名前を提案した。
情報共有や自慢話などのやりとりは、印刷媒体の雑誌になる以前から掲示板システムで交わされ、立ち上げの1984年は、作家ジョージ・オーウェルの小説の題名『1984年』と重なる。さらにその前年までアメリカ合衆国の電話通信業界を寡占した、巨大企業の解体が施行され、新しい時代の到来のたとえでもあった。それを印刷媒体に展開するとき創刊誌に命名した『2600』という名前の由来は、固定電話で長距離通話への切り替え音声キーの周波数であり。通常は1月、4月、7月、10月の第一金曜日に発行する。
1995年からアメリカのニューヨーク、ミドルアイランドに拠点を置くエンタープライズ株式会社が発行している。ウェブ雑誌は季刊だが、紙のブックレットは月刊で、普通の本屋などでも売っている。ちなみに価格は5ドル。ハッカーの情報誌としては老舗であるため、アメリカのハッカーの間では非常に有名で、特にスクリプトキディやナードと呼ばれている者の間でよく読まれている。
内容はコンピュータサーバのセキュリティホールや、ウェアーズ(チップしたソフト)、クラッキング、フリーキング(電話のタダがけ)などに関する研究記事が公開されている。ただ、その内容は犯罪をすること自体を勧めているのではなく、そのいかにも"ワルい"雰囲気を楽しむようなものである。しかし、掲載されている情報やテクニックを実際に行うと違法行為となるものもあり、現に犯罪を助長していると言う点も否めない。
他にも、ホホ・コンなどのハッカーミーティング予定なども掲載されている。Webサイトにはたくさんの情報を提供している。
ゴールドスタインは雑誌版からよりぬいた記事を書籍にまとめた。

## コンファレンス

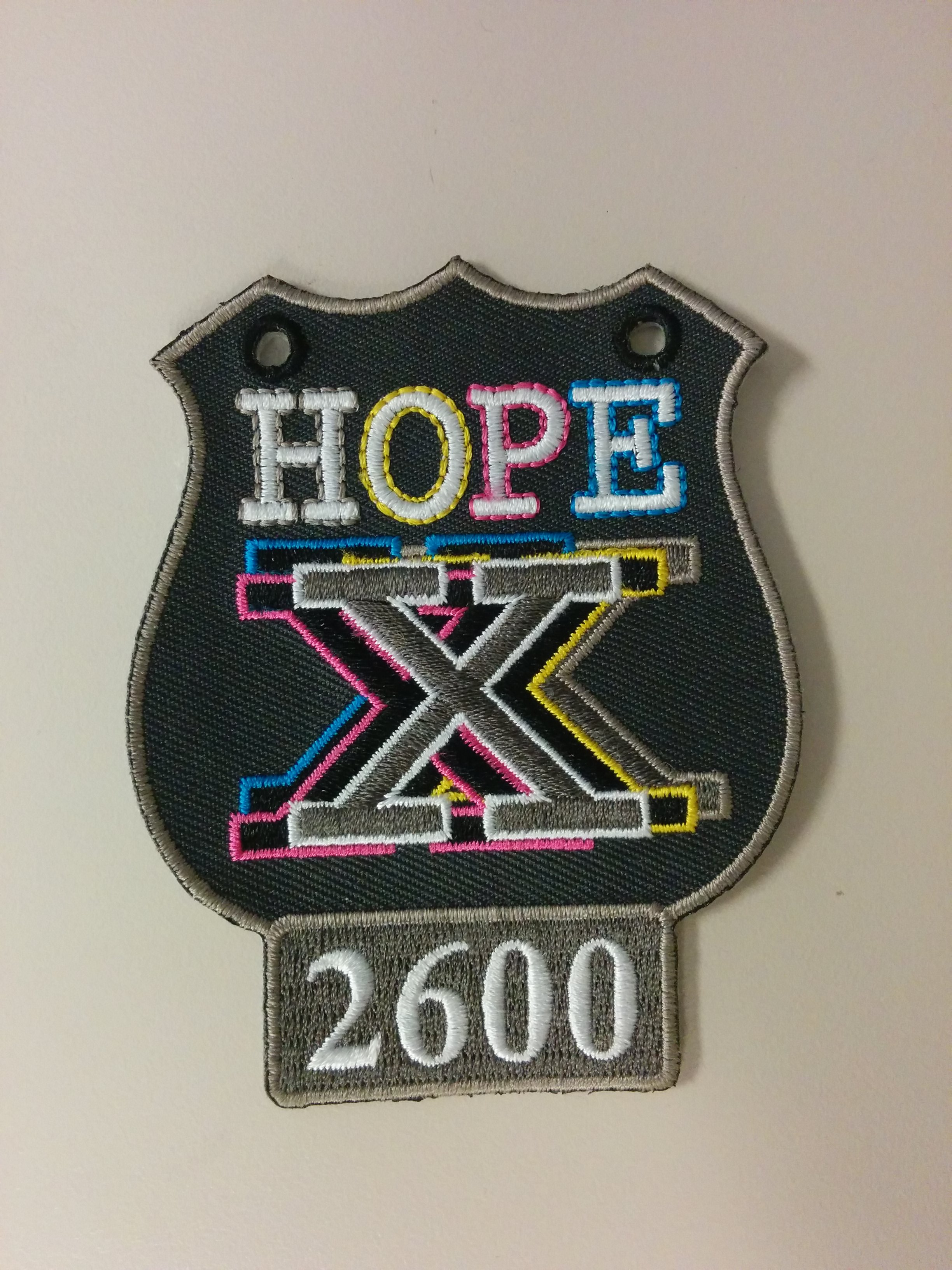
第10回HOPEワッペン

2600はアメリカ、日本、オーストラリ、ブラジル、カナダ、イギリス、メキシコ、ニュージーランド、ロシア、南アフリカなど約20ヶ国において、ハッカーの月例会議である「ホープ・コン」（H.O.P.E. Con）を設立した。このミーティングは普段、毎月第一金曜日の午後5時から行われ、ハッカーたちの社交の場であると同時にコンピュータ技術に関する情報交換や議論の場でもあり、ときには地元にあるインターネット企業の就職口を見つける機会にもなった。主催者2600は専門技術のレベルや年齢を問わず参加を呼びかけ、実際にハッカーに加えて各方面のプログラマや、システムエンジニア、ジャーナリストや公安機関の捜査官なども顔を出す。
ただ外部から見た印象は「不正な情報が高い密度で出回っている」に傾きがちで、シークレットサービス（1992年）や連邦捜査局（FBI 2002年）の強制捜査も入ったが、実際に物騒な内容を扱わず、ハッカーたちが旧友と他愛もない話をしたり、くだらない噂話を交換する機会である。
2010年夏のミーティングはホテル・ペンシルベニアで開かれた。

## 近況
つい最近、2600はあるDVDのクラッキングコードを掲載したことで訴訟を起こされ、敗訴した。かつて六本木で行われていたホープ・コンの日本版も、今ではほぼ全く見受けられない。

## 法廷闘争の事案
組織としての2600は、技術と言論の自由をめぐる多くの訴訟に電子フロンティア財団とともに関わった。なかでもDVD複製防止ツールDeCSSの配布をめぐる「ユニバーサル対Reimerdes」訴訟（英語）が最も重いとされ、2002年に裁判所はデジタルミレニアム著作権法（1998年公布）の回避防止条項の合憲性を支持した。
同誌は同名の出版物の2012年春号表紙にインクの飛沫を垂らした画像を掲載したところ、画像ライセンス代理店が自動画像追跡ツールキットを用いて探し当て、自社が預かるストック画像を盗用したと疑って使用料の未払いだと主張した。当初、申し立てをした法人「トランク・アーカイブ」（Trunk Archive＝ゲッティイメージズ傘下）は自分たちのストック写真を無断で使われたと訴状に示したが、2015年に事実誤認であったこと、飛沫の画像はフィンランド人Jukka Korhonen （ユッカ・コルホネン）氏の元画像が使われたこと、その画像は著作権者本人がアート発表サイトの deviantArt に著作権を解いたパブリックドメインとして発表したと判明した。原告は最終的に間違いを認めて提訴を取り下げ、2600側に謝罪文を送っている。